# Peyo
Pierre Culliford (Bruxelles, 25. lipnja 1928. – 24. prosinca 1992.), poznatiji u svijetu stripa kao Peyo, belgijski strip crtač, otac stripa Štrumpfovi.

## Životopis
Rodio se u Bruxellesu kao sin belgijske majke i engleskog oca.
Zarana u profesionalnoj karijeri uzima ime Peyo. Za to ime kriv je njegov engleski rođak koji je krivo izgovorio riječ Pierrot (umanjenicu imena Pierre).
Nakon škole, počinje raditi za CBA, ali kako je tvrtka propala na kraju Drugog svjetskog rata, mora se snalaziti. Crta stripove za razne novine. Izdavač Dupuis ga nije primio, za razliku od ostalih njegovih suvremenika kao što su Morris, André Franquin, Will i Eddy Paape. Njih je podučavao Jijé.
Štrumfove stvara krajem pedesetih i ostaje zapanjen uspjehom.
Kasnije radi kao nadglednik novih crtača. Imao je sina i kćer koji su se brinuli o studiju.
Umro je iznenada, na Badnjak 1992. godine. Imao je 64 godine, a uzrok smrti je srčani udar.